# ガイウス・アウレリウス・コッタ (紀元前75年の執政官)
ガイウス・アウレリウス・コッタ（ラテン語: Gaius Aurelius Cotta、紀元前124年または120年 - 紀元前74年または73年）は紀元前1世紀初期の共和政ローマの政治家・軍人。紀元前75年に執政官（コンスル）を務めた。

## 出自
コッタはプレブス（平民）であるアウレリウス氏族である。氏族最初の執政官はガイウス・アウレリウス・コッタで、紀元前252年のことであった。いわゆるノビレス（新貴族）の氏族であるが、紀元前1世紀中頃にはセルウィリウス氏族やカエキリウス・メテッルス家と並ぶ有力プレブス氏族となっていた。
カピトリヌスのファスティによれば、コッタの父のプラエノーメン（第一名、個人名）はマルクスで祖父は不明である。父マルクスに関しては、名前以外は不明である。コッタの母は紀元前105年の執政官プブリウス・ルティリウス・ルフスの妹であった。ルフスはノウス・ホモ（父祖に高位官職者を持たない新人）であるが、ローマの最有力な一族であるカエキリウス・メテッルス家に近かった。コッタには2人の兄弟がいた。マルクスは紀元前74年に、ルキウスは紀元前65年に執政官を務めている。また姉または妹がいて、彼女がガイウス・ユリウス・カエサルの母アウレリアという説がある。しかし、コッタ兄弟と何らかの関係があったという事実を除けば、アウレリアの出自は不明である（一般には紀元前119年の執政官ルキウス・アウレリウス・コッタの娘とされることが多い）。スエトニウスは、アウレリアをコッタ兄弟の「近縁者」（propinquus）としていることから、歴史学者E. ベディアンはきょうだい説を否定している。

## 経歴

### 出生と青年期
キケロによれば、コッタは護民官プブリウス・スルピキウスと、ほぼ同い年であった。おそらく、コッタは数か月ではあるがスルピキウスより年長であったと思われる。というのは、コッタは紀元前91年秋の護民官選挙に立候補しており、その際にスルピキウスは翌年に立候補すると考えられていたためだ。両者ともにクィントゥス・ホルテンシウス・ホルタルス（紀元前69年執政官）よりは10歳年長であった。これらの情報から、歴史学者F. ミュンツァーとG. サムナーはコッタの誕生年は紀元前124年としている。一方でE. クレブスは紀元前120年としており、A. エゴロフも同じ意見である。
コッタは紀元前90年代に、法廷弁論家としてキャリアを開始し、大きな成功を収めた。キケロはコッタを、ルキウス・リキニウス・クラッスス（紀元前95年執政官）、マルクス・アントニウス・オラトル（紀元前99年執政官）、ルキウス・マルキウス・ピリップス（紀元前91年執政官）、スルピキウス、ガイウス・ユリウス・カエサル・ストラボ・ウォピスクス（紀元前90年アエディリス）と並んで、その頃の10年間で有能な6人の弁論家としている。紀元前92年に、無実なのにも関わらず訴追された叔父であるプブリウス・ルティリウス・ルフス弁護のために、まだ若いコッタが短い演説を行ったことが知られている。この裁判には当時の政治闘争が絡んでおり、単なる誹謗中傷であることが明白であったにもかかわらず、ルフスは追放と財産没収を宣告された。

### ドルススの改革
コッタはマルクス・リウィウス・ドルスス (護民官)と非常に親しかった。紀元前91年にドルススが護民官が就任し、エクィテス（騎士階級）を議員に加えて元老院を拡大し、騎士階級が務めていた常設審問所の審判人を元老院に戻す法案（iudiciaria）、大規模な国有地の分配法案（agraria）、イタリア同盟都市へのローマ市民権の付与（Rogatio Livia de civitate sociis danda）を含む改革プログラム（Leges Liviae、リウィウス法）を打ち出した際には、コッタは彼の支持者の一人であった。ドルススの支持者は、他にマルクス・アエミリウス・スカウルス（紀元前115年執政官、元老院筆頭）、クラッスス、アントニウス・オラトル、スカエウォラ・ポンティフェクス（紀元前95年執政官）、スカエウォラ・アウグル（紀元前117年執政官）、プブリウス・スルピキウス、同年の法務官クィントゥス・ポンペイウス・ルフス、ストラボ・ウォピスクスなどがいた。また、当時は法務官経験者に過ぎなかったスッラもドルスス支持者であったと考えられている。
この改革は、翌年にはコッタが、さらに翌々年にはスルピキウスが護民官となって、継続されると想定されていた。しかしこの改革案はローマ社会のかなりの部分から激しい反対を受けた。結果、コッタは護民官選挙で落選し、ドルススが成立させたリウィウス法は全て廃案とされた。さらにはドルスス自身が殺害された。その結果、イタリア同盟都市がローマに反乱することになる（同盟市戦争）。反改革派は、紀元前90年に護民官クィントゥス・ウァリウス・セウェルス・ヒブリダにウァリウス法（Lex Valia de maiestate）を制定させ、同盟都市に反乱を促したものは、それが言論であろうが行動であろうが、反逆罪とみなした。この法律を用いて、ドルススの支持者の迫害が開始された。コッタも裁判にかけられ、亡命を余儀なくされた。アッピアノスによれば、コッタは「法廷に出て、自分の行動について印象的な演説をし、公然と騎士階級に反論したが、判決投票の前にローマから亡命した」。

### ローマ帰還
コッタがローマに戻ることができたのは、スッラがマリウス派との内戦に勝利した紀元前82年のことである。コッタはスッラに感謝の気持ちを抱き、その支持者となった。スエトニウスによると、スッラは若きカエサル（ガイウス・マリウスの外甥）の殺害を命じるが、カエサルの親戚であったコッタ家の誰かとマメルクス・アエミリウス・レピドゥス・リウィアヌスが、この若者を助けるように懇願した。スッラはついには助命に同意したが、神のお告げか彼自身の本能のいずれかに従って叫んだ。「よかろう。カエサルを助けよう。しかし貴兄らが懸命に助命に努力している人物は、いつか貴兄と私が守ったオプティマテス（門閥派）の大義を破滅させるだろう。一人のカエサルは多くのマリウスなのだ！」。このコッタは本記事のガイウスまたは弟のルキウス（紀元前65年執政官）であろう。

### クルスス・ホノルム
プルタルコスは、ヒスパニアで反乱を起こしていたマリウス派の将軍クィントゥス・セルトリウスに、メッラリア海戦で敗北したコッタに言及しているが、このコッタはガイウスまたは兄弟のマルクスである可能性がある。執政官となった後に以前の敗北について語っていること等から、このコッタはガイウスであるとする説もある。何れにせよ、コッタは遅くとも紀元前78年には法務官に就任したはずである。当時のコルネリウス法が法務官から執政官までの最短間隔を3年としているためだ。また、時期は不明ながら、その前にアエディリスに就任していたはずで、早い時期に神祇官にも選出されていたと思われる。
紀元前77年、カエサルが前マケドニア総督グナエウス・コルネリウス・ドラベッラを権力乱用罪で訴追した。ドラッベラの弁護を行ったのは、コッタとホルタルスであった。この裁判の詳細は不明であるが、歴史学者A. イェゴロフはその規模と社会的意義において、ウェッレス弾劾裁判に匹敵するものであったとしている。アウルス・ゲッリウスはカエサルの「初めての演説」に言及しており、少なくとも数回の公判があったようだ。ドラベッラは自身の無罪を確信しており、挑戦的で、訴追者に対して攻撃的な態度を見せたが、最終的には無罪になった。

### 執政官
紀元前75年、コッタは執政官に就任する。同僚はルキウス・オクタウィウスであった。このとき、ローマでは穀物輸入が不足したため暴動が発生し、コッタは庶民を鎮めるために演説をしなければならなかった。また、コッタはスッラ派（スッラ本人は紀元前78年に死去）と決別した。コッタは、スッラが制定した護民官は高位官職選挙に立候補できないとするコルネリウス法を廃止することを求めた。この法律によって、護民官が若いノビレス（新貴族）にとって魅力的なものではなくなっていた。コッタの法案（Lex Aurelia de tribunicia potestate）は通り、護民官はより重要な位置を取り戻した。
元老院の決議により、両執政官はガリア・キサルピナとキリキアを担当することとなった。コッタとオクタウィウスはくじ引き無しで担当地域を決め、コッタはガリアへ赴任した。執政官任期完了後、コッタはプロコンスル（前執政官）として、引き続きガリア・キサルピナ属州総督を務めた。任地で大きな戦争はなかった。しかしコッタは凱旋式の実施を熱望し、元老院はこれを認めた。しかし、紀元前74年末か紀元前73年初頭、凱旋式の実施のための帰国途中に、古傷が悪化して死亡した。

## 弁論家として
古代の作家たちは、コッタをローマで最も有能な弁論家の一人としている。キケロはコッタの性格をスルピキウスと比較して、「これほど似たような弁論家はいなかった」とし、この二人は同時代人の中でも最も雄弁さに優れていたと論じている。コッタはアントニウス・オラトルをモデルとし、クラッススがスルピキウスのモデルであった。キケロはコッタは「力強さにかけていた」が、「最も機知に富んだ繊細な種類の演説」でこれを補っていた。

...コッタは慎重ででよどみなく明解に喋ったが、肺が弱かったので激しい演説は諦めて、体の弱さに対応した話し方を開発した。彼の話は誠実で簡素で適切であった。また、これが一番重要なことだが、彼は情熱的な演説で陪審の気持ちを変えようとするのではなく、彼らを穏やかに興奮させることで、スルピキウスが強力な衝撃でもって陪審員を説得したのと、同じ効果を得ることができた...
キケロ『ブルトゥス』、202.

コッタは学術教育の信奉者であり、そのために彼は特に説得術に長けていた。彼がいくつかの演説を出版したことは知られている。同時に、演説のテキストは、博学ではあったが自らは弁論家ではなかった騎士身分のルキウス・アエリウス・スティロ・プラエコニウスが代筆したこともある。キケロは、コッタの死後30年近く経ってから書かれた『ブルトゥス』の中で次のように述べている：「偉大な弁論家であり、全く愚かな人ではないコッタが、なぜアエリウスの重みのない短い多くの演説をも自分の演説として出版したのかは不思議なことだ」。

## 参考資料

### 古代の資料
- アッピアノス『ローマ史』
- クィントゥス・アスコニウス・ペディアヌス『キケロ演説に対する注釈書』
- ウェッレイウス・パテルクルス『ローマ世界の歴史』
- アウルス・ゲッリウス『アッティカ夜話』
- カピトリヌスのファスティ
- ティトゥス・リウィウス『ローマ建国史』
- マクロビウス『サトゥルナリア』
- プルタルコス『対比列伝』
- ガイウス・サッルスティウス・クリスプス『歴史』
- ガイウス・スエトニウス・トランクィッルス『皇帝伝』
- マルクス・トゥッリウス・キケロ『ブルトゥス』
- マルクス・トゥッリウス・キケロ『神々の本性について』
- マルクス・トゥッリウス・キケロ『弁論家について』
- マルクス・トゥッリウス・キケロ『アッティクス宛書簡集』

### 研究書
- Ernst Badian (1957). “Caepio and Norbanus: Notes on the Decade 100-90 B.C.”. Historia (Franz Steiner Verlag) 6 (3):  318-346. JSTOR 4434533.
  - Bedian E. Zepion and Norban (Notes on the Decade of 100-90 BC) // Studia Historica. - 2010. - number X . - S. 162-207 .
- Philip O. Spann (1987). “C., L. or M. Cotta and the "Unspeakable" Fufidius: A Note on Sulla's Res Publica Restituta”. The Classical Journal (CAMWS) 82 (4):  306-309. JSTOR 3297999.
- Egorov A. Julius Caesar. Political biography. - SPb. : Nestor-History, 2014 .-- 548 p. - ISBN 978-5-4469-0389-4 .
- Zarshchikov A. Family connections of Caesar and his early political career // New Age: through the eyes of the young. - 2003. - Issue. 1 . - S. 5-12 .
- Kivney A. What happened in 88?  // Studia Historica. - 2006. - No. VI . - S. 213-252 .
- Korolenkov A. The process of Rutilia Rufa and its political context // Bulletin of ancient history. - 2014. - No. 3 . - S. 59-74 .
- Korolenkov A., Smykov E. Sulla. - M .: Molodaya gvardiya, 2007 .-- 430 p. - ISBN 978-5-235-02967-5 .
- Lyubimova O., Tariverdiyeva S. The conflict between Caesar and Sulla: an adventure novel, propaganda or reality?  // Studia Historica. - 2015. - No. 14 . - S. 66-97 .
- Utchenko S. Ancient Rome. Developments. People. Ideas. - M .: Nauka, 1969 .-- 323 p.
- Tsirkin Y. Civil wars in Rome. Defeated. - SPb. : Publishing house of St. Petersburg State University, 2006. - 314 p. - ISBN 5-288-03867-8 .
- Broughton R. Magistrates of the Roman Republic. - New York, 1952. - Vol. II. - P. 558.
- Klebs E. Aurelia // Paulys Realencyclopädie der classischen Altertumswissenschaft . - 1896. - Bd. II, 2. - Kol. 2543.
- Klebs E. Aurelius 96 // Paulys Realencyclopädie der classischen Altertumswissenschaft . - 1896. - Bd. II, 2. - Kol. 2482-2483.
- Кeaveney A. Who were the Sullani? // Klio. - 1984 .-- T. 66 . - S. 114-150 .
- Münzer F. Sulpicius 92 // Paulys Realencyclopädie der classischen Altertumswissenschaft . - 1931. - Bd. II, 7. - Kol. 843-849.
- Sumner G. Orators in Cicero's Brutus: prosopography and chronology. - Toronto: University of Toronto Press, 1973 .-- 197 p. - ISBN 9780802052810 .
- Van Ooteghem J. Gaius Marius. - Brux. : Palais des Academies, 1964 .-- 336 p.